# Golestan
Golestan (pers. ‏‏استان گلستان‎) – ostan w północno-wschodnim Iranie. Stolicą jest Gorgan.
Stan liczy 20 367 km² powierzchni. W 2011 roku zamieszkiwało go 1 777 014 osób. Do większych miast pod względem liczby ludności (w 2011) należą Gorgan, Gonbad-e Kawus, Aliabad-e Katul, Bandar-e Torkaman. W ostanie znajduje się Park Narodowy Golestan, liczący 900 km² powierzchni.